# توماچینو
توماچینو (انگلیسی: Tumachino) یک شهرک در شهرستان ملئوزوفسکی استان باشقیرستان کشور روسیه است.